# Danilo Kiš

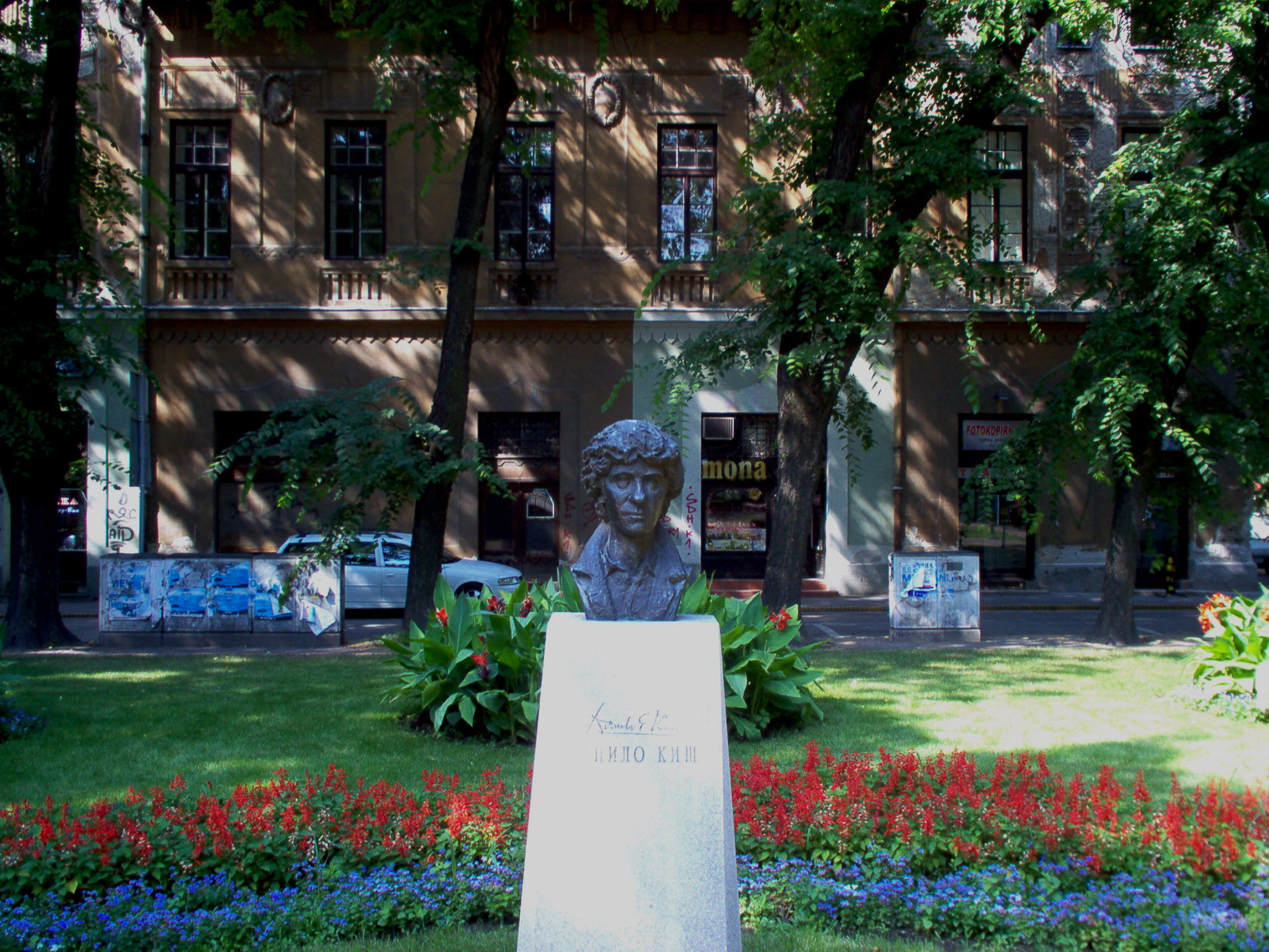
Büste Danilo Kis in Subotica

Danilo Kiš (serbisch-kyrillisch Данило Киш; * 22. Februar 1935 in Subotica; † 15. Oktober 1989 in Paris) war ein  jugoslawischer Schriftsteller.

## Leben
Danilo Kiš wurde als Sohn der aus Montenegro stammenden Milica Dragičević und Eduard Kiš (ungar. Kis Ede), einem ungarischen Juden, geboren. Er wuchs zunächst in der Vojvodina auf. Nachdem der Vater im Januar 1942 nur zufällig dem Massaker von Novi Sad entgangen war, floh die Familie zu Verwandten väterlicherseits im Umland von Zalaegerszeg. Dort besuchte Kiš, den die Eltern 1939 vorsorglich hatten taufen lassen und der bereits serbisch eingeschult worden war, die ungarische Schule. Der Vater sollte jedoch, wie auch die meisten der jüdischen Verwandten, der Deportation ins Vernichtungslager nicht entkommen, auch er „verschwand“ in Auschwitz.
Nach dem Zweiten Weltkrieg wurde die verbleibende Familie durch das Rote Kreuz repatriiert, und Kiš kam mit Mutter und Schwester zu einem Onkel nach Cetinje (Montenegro), wo er sein Abitur machte.
Ab 1954 studierte Kiš an der Universität Belgrad vergleichende Literaturwissenschaften, 1958 schloss er sein Studium mit Diplom ab. 1962 erschienen seine beiden ersten Werke Mansarda: satirična poema (Die Dachkammer) und Psalm 44.
Kiš arbeitete danach in Belgrad und Novi Sad als Übersetzer aus dem Ungarischen, Französischen und Russischen. Nebenbei wurde er Lektor für Serbokroatisch in Frankreich und begann ein Pendlerleben.
1973 erhielt er den jugoslawischen Literaturpreis Ninova Nagrada (dt. NIN-Preis) für seinen 1972 erschienenen Roman Peščanik (dt. Sanduhr, 1983), der nach Bašta, pepeo (1965; dt. Garten, Asche, 1981) und Rani jadi: za decu i osetljive (1970; dt. Frühe Leiden, 1989) den Abschluss der ironisch als „Familienzirkus“ betitelten Trilogie über die Kindheitswelt und den „verschwundenen“ Vater bildet. Diesen Preis gab Kiš jedoch aus Protest wieder zurück, als die Kulturbürokratie 1978 auf seinen antistalinistischen Erzählzyklus Grobnica za Borisa Davidoviča. Sedam poglavlja jedne zajedničke povesti (1976; dt. Ein Grabmal für Boris Dawidowitsch. Sieben Kapitel ein und derselben Geschichte, 1983) mit einer politisch motivierten Plagiatskampagne reagierte. Die Auseinandersetzung mit seinen Kritikern führte Kiš im Roman Čas anatomije (1978; dt. Anatomiestunde, 1998) auch in literarischer Form. 1979 siedelte er sich dauerhaft in Frankreich an, blieb aber im Besitz des jugoslawischen Passes.
Nachdem er sich mehrere Monate lang schwach gefühlt hatte, wurde bei Kiš, der starker Raucher war, im September 1989 metastasierter Lungenkrebs diagnostiziert. Er starb einen Monat später, am 15. Oktober 1989. Kiš war zum Zeitpunkt seines Todes 54 Jahre alt, genauso alt wie sein Vater, als dieser nach Auschwitz deportiert wurde. Auf seinen Wunsch hin wurde er in Belgrad nach serbisch-orthodoxen Ritus beigesetzt.
Für sein letztes vollendetes Werk, den Erzählband Enciklopedija mrtvih (1983; dt. Enzyklopädie der Toten, 1986), erhielt Kiš den Ivo-Andrić-Preis. 1988 wurde er zum korrespondierenden Mitglied der Serbischen Akademie der Wissenschaften und Künste gewählt. Bereits 1980 war ihm für sein Gesamtwerk der Grand aigle d'Or de la Ville de Nice verliehen worden, 1986 folgte der Ordre des Arts et des Lettres in der Klasse Chevalier (Ritter), 1989 der Bruno Schulz Prize des PEN America.
Eine teils überarbeitete Neuausgabe zentraler Erzählwerke Danilo Kiš in deutscher Übersetzung besorgte 2014 Ilma Rakusa, die auch selbst mehrere Werke von ihm ins Deutsche übersetzte.

## Werke (Auswahl)
- Mansarda: satirična poema, 1962
  - dt. Die Dachkammer. Übersetzt von Katharina Wolf-Grießhaber. Carl Hanser Verlag, München 1990, ISBN 978-3-446-26649-0.
- Psalam 44, 1962
  - dt. Psalm 44. Übersetzt von Katharina Wolf-Grießhaber. Carl Hanser, München 2019, ISBN 978-3-446-26394-9.
- Bašta, pepeo, 1965
  - dt. Garten, Asche. Übersetzt von Anton Hamm. Insel Verlag, Frankfurt am Main 1968.
- Rani jadi: za decu i osetljive, 1970
  - dt. Frühe Leiden. Übersetzt von Ivan Ivanji. Carl Hanser, München 1989, ISBN 978-3-446-14597-9.
- Peščanik, 1972
  - dt. Sanduhr. Übersetzt von Ilma Rakusa. Carl Hanser, München 1988, ISBN 3-446-14276-2.
- Po-etika, 1972
- Po-etika, knjiga druga, 1974
- Grobnica za Borisa Davidoviča: sedam poglavlja jedne zajedničke povesti, 1976.
  - dt. Ein Grabmal für Boris Dawidowitsch: sieben Kapitel ein und derselben Geschichte. Übersetzt von Ilma Rakusa. Vorwort Joseph Brodsky, Nachwort Ima Rakusa. Carl Hanser, München 2004, ISBN 978-3-446-20533-8.
- Čas anatomije, 1978
  - dt. Anatomiestunde. Übersetzt von Katharina Wolf-Grießhaber. Carl Hanser, München 1998, ISBN 978-3-446-19489-2.
- Noć i magla, 1983
  - dt. Die mechanischen Löwen. Stücke. Übersetzt von Ilma Rakusa und Peter Urban. Carl Hanser, München 2007, ISBN 978-3-446-20832-2.
- Homo poeticus, 1983
- Enciklopedija mrtvih, 1983
  - dt. Enzyklopädie der Toten. Erzählungen. Übersetzt von Ivan Ivanji. Carl Hanser, München 1986, ISBN 978-3-446-14277-0.
- Gorki talog iskustva, 1990
- Život, literatura, 1990
- Pesme i prepevi, 1992
- Lauta i ožiljci, 1994
  - dt. Der Heimatlose. Erzählungen. Übersetzt von Ilma Rakusa. Carl Hanser, München 1996, ISBN 978-3-446-18758-0.
- Skladište, 1995
- Varia, 1995
- Pesme, Elektra, 1995

Neuedition in deutscher Sprache
- Familienzirkus. Die großen Romane und Erzählungen. Hrsg. und mit einem Nachwort von Ilma Rakusa. Hanser, München 2014.